# Fertirelin
Fertirelin, hay còn gọi là acetirirate acetate, được bán dưới tên thương hiệu là Ovalyse, là một chất chủ vận hormone giải phóng gonadotropin (chất chủ vận GnRH) đã được bán trên thị trường ở Anh và Áo. Nó có thể không còn có sẵn. Fertirelin đã được sử dụng trong thú y.  Nó có thể đã được sử dụng trong điều trị các tình trạng phụ thuộc hormone giới tính và vô sinh ở phụ nữ.  Thuốc được giới thiệu lần đầu tiên vào năm 1981 tại Nhật Bản để điều trị các loại suy buồng trứng ở gia súc. Fertirelin là một peptide tổng hợp và tương tự GnRH.   Nó được sử dụng như muối axetat.